# Agencia para el Desarrollo de la Sociedad de la Información
La Agencia para el Desarrollo de la Sociedad de la Información en Bolivia (ADSIB) es una agencia pública boliviana que trabaja en promover la gestión de políticas y estrategias en TIC en áreas como: contribuir a la reducción de la brecha digital mediante el desarrollo de la Sociedad del Conocimiento en Bolivia a través de las Tecnologías de Información y Comunicación en todos sus ámbitos, teniendo como principal misión favorecer relaciones del Gobierno con la Sociedad, mediante el uso de tecnologías adecuadas.
ADSIB brinda los servicios de:
- Registro de nombres de dominio de nivel superior geográfico “.bo” (ccTLD.bo)
- Emite certificados para firma digital
- Administra el Repositorio Estatal de Software Libre
- Notificaciones (enlace roto disponible en Internet Archive; véase el historial, la primera versión y la última). de sms, push y correos electrónicos

## Historia
El 19 de marzo de 2002, mediante el Decreto Supremo 26553 se crea la Agencia para el Desarrollo de la Sociedad de la Información en Bolivia - ADSIB, entidad descentralizada bajo tuición de la Vicepresidencia de la República de Bolivia. A partir de este Decreto las funciones de la Red Boliviana de Comunicación de Datos - BOLNET son transferidas a la estructura de la ADSIB.
El 14 de mayo de 2002, por medio del Decreto Supremo 26624 se reglamenta y ordena el registro de nombres de dominio en Internet en el país, bajo la responsabilidad de BOLNET.
El 21 de septiembre de 2004 se da un nuevo Decreto Supremo 27739 mediante el cual, la Presidencia del Congreso Nacional asume tuición sobre la ADSIB con lo que es una Agencia transversal entre dos poderes (Legislativo y Ejecutivo).